# 9. Königlich Bayerische Ersatz-Infanterie-Brigade
Die 9. Ersatz-Infanterie-Brigade war ein Großverband der Bayerischen Armee.

## Geschichte
Die Brigade wurde am 2. August 1914 mit Ausbruch des Ersten Weltkriegs als 9. gemischte Ersatz-Brigade errichtet und war der Ersatz-Division unterstellt. Am 3. Oktober 1914 wurde sie zunächst an die preußische 39. Reserve-Division abgegeben. Ab 4. April 1915 erfolgte die Umwandlung der preußischen Division in einen rein bayerischen Großverband, welche am 4. Februar 1916 abgeschlossen war. Sie war Westfront eingesetzt.

## Gliederung

### Kriegsgliederung am 2. August 1914
- Brigade-Ersatz-Bataillon 9
- Brigade-Ersatz-Bataillon 10
- Brigade-Ersatz-Bataillon 11
- Brigade-Ersatz-Bataillon 12
- Kavallerie-Ersatz-Abteilung Nürnberg/III. Armee-Korps
- Feldartillerie-Ersatz-Bataillon 8 (zwei Batterien)
- Feldartillerie-Ersatz-Bataillon 10 (zwei Batterien)
- 1. Ersatz-Kompanie/3. Pionier-Bataillon

### Kriegsgliederung am 31. Dezember 1915
- Ersatz-Infanterie-Regiment 5
- Landwehr-Infanterie-Regiment 15

Ab 12. Dezember 1916 wurde die Brigade als „Bauleitung Mark“ verwendet.

## Kommandeure
| Dienstgrad            | Name              | Datum                                    |
| --------------------- | ----------------- | ---------------------------------------- |
| Generalleutnant z. D. | Gottfried Krieger | 02. August 1914 bis 18. September 1915   |
| Generalleutnant z. D. | Leonhard Mark     | 18. September 1915 bis 12. Dezember 1916 |